# Sissi-Meïite
Sissi-Meïite (en rus: Сысы-Мейите) és un poble de la república de Sakhà, a Rússia, que el 2018 tenia 46 habitants, pertany al districte de Batagai.